# Says
Pour les articles homonymes, voir Says (homonymie).
Says est une ancienne commune suisse du canton des Grisons.